# Parque Nacional Lagos Waterton

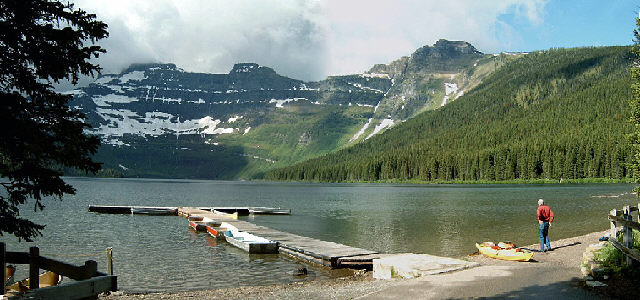
Lago Cameron no Parque Nacional Lagos Waterton.

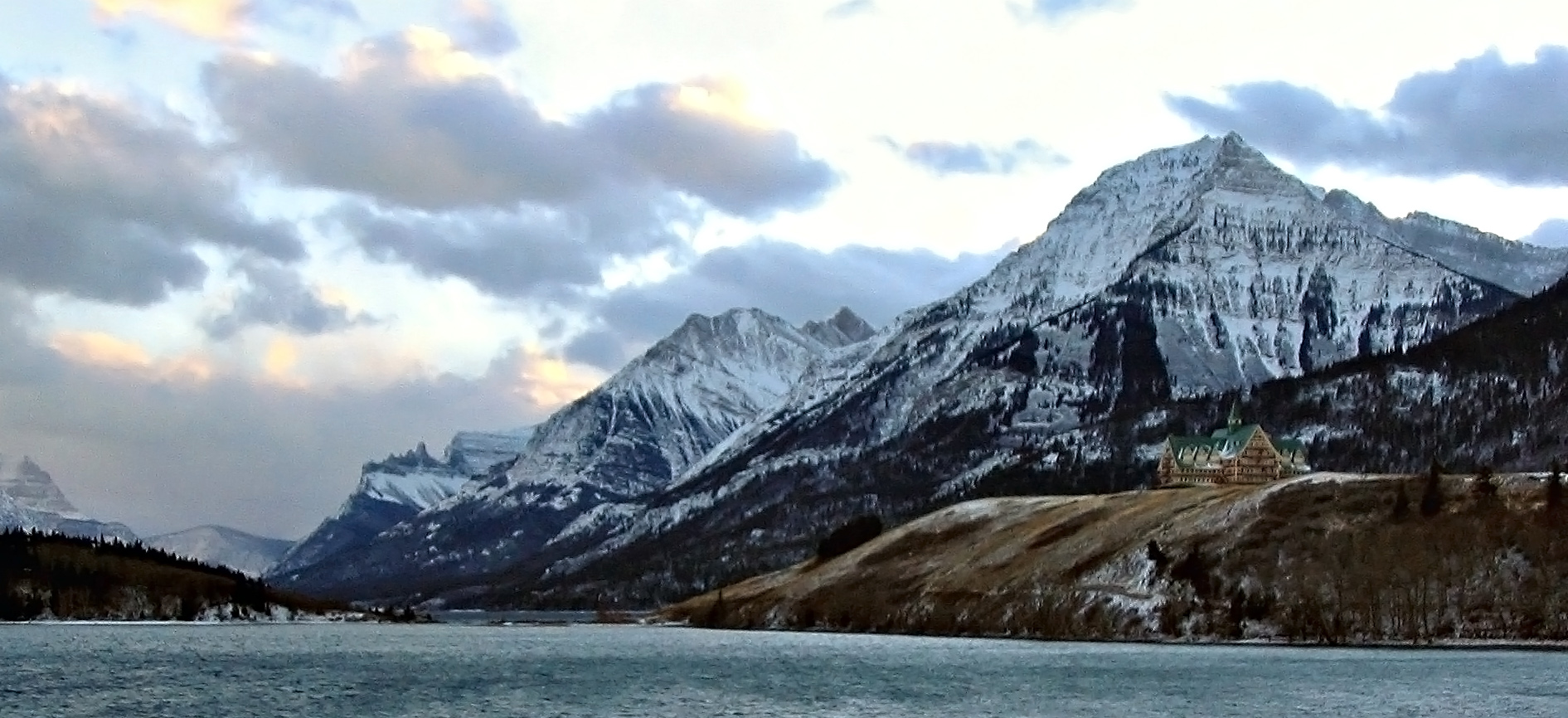
Lago Upper Waterton.

O Parque Nacional Lagos Waterton é um parque nacional canadense localizado no extremo sudoeste da província de Alberta, fazendo fronteira com o Parque Nacional Glacier, no estado de Montana, Estados Unidos. O parque cobre uma área de aproximadamente 525 km² e está localizado a uma altitude que varia entre 1.290 e 2.920 metros. 
É o menor parque nacional das Montanhas Rochosas e abriga uma abundante vida selvagem, entre os quais estão ursos pardos e negros, coiotes, lobos e cougars. Possui também uma vasta variedade de plantas. Em 1979 foi reconhecido como uma reserva da biosfera pela UNESCO.